# ماتي كاتونا
ماتي كاتونا (بالمجرية: Katona Máté)‏ هو لاعب كرة قدم مجري في مركز الدفاع، ولد في 16 فبراير 1990 في بودابست في المجر. شارك مع منتخب المجر تحت 21 سنة لكرة القدم. أما مع النوادي، فقد لعب مع نادي بودابست ونادي فاساس.

## وصلات خارجية
- ماتي كاتونا على موقع قاعدة بيانات كرة القدم.إي يو (الإنجليزية)
- ماتي كاتونا على موقع Soccerway.com (الإنجليزية)